# Тихвинская стратегическая наступательная операция
Тихвинская стратегическая наступательная операция — принятое в советской историографии название контрнаступления советских войск, осуществлявшегося 10 ноября — 30 декабря 1941 года из района Тихвина, Волхова, Малой Вишеры во время Великой Отечественной войны, часть Ленинградской битвы 1941—1944 годов. В рамках стратегической операции проведены Тихвинско-Киришская и Мало-Вишерская фронтовые наступательные операции.

## Территория и период

### Территория
Боевые действия сторонами в ходе операции велись на востоке Ленинградской области. С севера граница операции ограничилась к началу операции рубежом южнее железнодорожной линии Синявино — Войбокало — Волхов, южными подступами к Волхову, затем по железнодорожной линии (местами перерезанной немецкими войсками) до Тихвина, районом севернее, восточнее и южнее Тихвина, окружая его, затем проходила на юго-запад через станцию Тальцы, Бережок, через район несколько восточнее и юго-восточнее Малой Вишеры выходила на Волхов несколько севернее Дубровки. По Волхову до Киришей проходила западная граница операции, у Киришей она поворачивала на северо-запад через Вороново вновь до железнодорожной ветки. К окончанию операции линия фронта проходила в целом по восточному берегу Волхова, с плацдармами как советских войск на западном берегу реки, так и немецких на восточном (Киришский плацдарм). От Киришей линия фронта поворачивала на северо-запад, проходя в общем по железной дороге Кириши — Мга, не доходя Мги поворачивала на север до Ладожского озера.
Ширина фронта боевых действий составила 300—350 километров, глубина продвижения советских войск — 100—120 километров при среднесуточном темпе наступления 2 — 2,5 километра.

### Период
Операция проводилась с 10 ноября по 30 декабря 1941 года. Дата начала операции указана так, как она определена официальной советской историографией, однако она является весьма условной. Советские войска в южной части территории, охваченной операцией, в районе Малой Вишеры перешли в наступление уже 12 ноября, а части Новгородской армейской оперативной группы даже 10 ноября (откуда взята и дата начала операции), но вместе с тем, на северной части территории бои в ходе Тихвинской оборонительной операции с частями противника, которые не оставляли попыток прорваться к Ладожскому озеру продолжались у Волхова до 25 ноября, а у Войбокало и в первой декаде декабря 1941 года.
Дата окончания операции тоже в достаточной степени условна и определяется по восстановлению позиций советских войск (за некоторыми изъятиями) по реке Волхов, которые были утеряны в ходе отступления.
Операции непосредственно предшествовала во времени и пространстве Тихвинская оборонительная операция. Продолжением операции в том же регионе со стороны советских войск стала Любанская наступательная операция.

## Предпосылки и планы сторон на операцию

### Планы командования вермахта
В ходе немецкого наступления, получившего в советской историографии название Тихвинская оборонительная операция, немецкие войска форсировали Волхов, после чего почти сумели выйти к южному берегу Ладожского озера, захватили Тихвин, перерезав железную дорогу — единственный реальный путь снабжения блокадного Ленинграда и несколько продвинулись в направлении на Бологое. В полной мере цели операции, определённые немецким командованием, не были достигнуты, а в условиях отсутствия достаточных резервов, больших потерь (так, в 8-й танковой дивизии к 10 ноября 1941 года насчитывалось только 38 танков и около 30 % штатных транспортных средств), растянутости коммуникаций, в основном проходящих по бездорожью, наконец, наступивших морозов, дальнейшее наступление немецких войск становилось невозможным почти на всех направлениях, хотя и попытки его на направлении главного удара через Тихвин продолжались до середины ноября 1941 года, а у Волхова до декабря 1941 года.
Уже 23 ноября 1941 года немецкое командование определило, что задача соединения с финскими войсками на реке Свирь является задачей на 1942 год.
Таким образом, наступление немецких войск на Свирь через Тихвин было приостановлено, следовательно насущной задачей стало удержание Тихвина до 1942 года. Положение дел на южном фланге, у Малой Вишеры, если и не устраивало немецкое командование, то ввиду отсутствия резервов, других вариантов, кроме обороны у него не было. Вместе с тем, на севере задача немецких войск оставалась прежней — выход к южному берегу Ладожского озера.

### Планы советского командования
Советские войска к началу операции занимали охватывающее положение по отношению к войскам противника, что создавало предпосылки для проведения достаточно масштабной операции, включающей в себя не только возвращение утраченной территории, но и окружение войск противника с дальнейшим уничтожением, причём как непосредственно у Тихвина, так и в более широких масштабах: окружение всей группировки войск противника восточнее Волхова. Задача советским войскам формулировалась как контрнаступление с выходом на правый берег Волхова на всём его протяжении и захват плацдармов на левом берегу реки.
Задача по плану должна была быть решена путём нанесения ряда ударов по сходящимся направлениям на Кириши и Грузино. Нанесение главного удара возлагалось на 4-ю армию из района Тихвина на Будогощь и Грузино. В ходе удара войска армии должны были решить промежуточную задачу: отрезать войска 39-го моторизованного корпуса в Тихвине. После этого перед армией стояла задача выйти к Волхову и соединиться в районе Киришей с войсками 54-й армии, а в районе Грузино с войсками 52-й армии, таким образом отрезав пути отхода для всех частей противника, находящихся восточнее Волхова. 54-я армия в свою очередь получила задачу нанести удар по левому флангу группы «Бекман» (организована 20 ноября 1941 года) в направлении Кириши. 52-й армии во взаимодействии с Новгородской армейской группой Северо-Западного фронта предписывалось уничтожить противника в районе Малой Вишеры и, выйдя к Волхову, соединиться с 4-й армией, таким образом довершив создание с юга сплошного фронта по реке.

## Силы сторон и их расстановка перед началом операции

### РККА
К началу операции советское командование располагало:
- 54-й армией (генерал-майор И. И. Федюнинский), оборонявшейся начиная от берега Ладожского озера через Вороново, затем параллельно железной дороге Мга — Войбокало — Волхов; после Волхова также по железной дороге на Тихвин приблизительно на половину расстояния до Тихвина. В составе 54-й армии была выделена Волховская оперативная группа, которая собственно и принимала участие в операции; части, не вошедшие в состав группы, держали оборону по восточном фасу немецкого вклинения к Ладоге в районе Синявино, не допуская расширения клина на восток.
- 4-й отдельной армией (генерал армии К. А. Мерецков), которая держала оборону начиная от позиций 54-й армии по железной дороге Волхов — Тихвин, с охватом Тихвина с севера, востока и юга. В её составе были соответственно выделены Северная, Восточная и Южная оперативные группы.
- 52-й отдельной армией (генерал-лейтенант Н. К. Клыков), которая держала оборону от Малой Вишеры на северо-восток, через Тальцы почти до позиций 4-й армии (как такового стыка очевидно не было, ввиду непроходимой местности)
- Новгородской армейской оперативной группой, которая держала оборону от Малой Вишеры фронтом на юго-запад до Волхова севернее Новгорода и далее на юг по Волхову.

### Вермахт
- 16-я армия из состава группы армии «Север»

## Ход операции

### Мало-Вишерская фронтовая наступательная операция
В Мало-Вишерской наступательной операции приняли участие Новгородская армейская оперативная группа Северо-Западного фронта и 52-я отдельная армия. Им противостояли 126-я пехотная дивизия и испанская 250-я пехотная дивизия, а также позднее присоединившиеся некоторые части резервных 61-й пехотной дивизии и 223-й пехотной дивизии и 215-я пехотная дивизия.
Новгородская армейская оперативная группа Северо-Западного фронта выполняла вспомогательную задачу в ходе операции. На войска группы возлагалось: прочно обороняя частью сил рубеж Пахотная Горка, устье реки Мста восточнее Новгорода, главными силами наступать в направлении на Селищенский Посёлок, уничтожить совместно с 52-й армией войска противника и овладеть плацдармом на левом берегу Волхова в районе Селищенского Посёлка.
10 ноября 1941 года части группы перешли в наступление, однако без всякого успеха. 12 ноября к наступлению присоединились части 52-й армии южнее и восточнее Малой Вишеры.
Наступление советских войск в ходе операции развивалось очень медленно. Первой задачей армии было взятие Малой Вишеры. 52-я армия наступала на 48-километровом фронте от Зеленшины до деревни Поддубье в 14 километрах южнее Малой Вишеры, не создав сколько-нибудь выраженной ударной группировки, растянув по фронту все четыре дивизии в первом эшелоне. Таким образом, непосредственно на штурм хорошо укреплённого посёлка пришлось только два полка 259-й стрелковой дивизии, которыми, без надлежащей разведки и артиллерийской поддержки, в лоб штурмовалась Малая Вишера до 19 ноября. 20 ноября в ночном бою части армии, предприняв обходной манёвр, вынудили 126-ю пехотную дивизию оставить посёлок, но далее наступление развивалось также очень медленно. Бои под Малой Вишерой только 16 ноября отметил в своём дневнике Франц Гальдер, но охарактеризовал их, как «очень сильное давление».
К 9 декабря советские войска смогли продвинуться лишь на 20 километров на запад от Малой Вишеры. С 12 декабря, судя по записям Ф. Гальдера, давление советских войск стало сильным и постоянным. Немецкие войска планомерно отступали, в том числе и перед частями Новгородской армейской группы, которая вынудила испанцев оставить опорные пункты Посад, Отенский и Шевелево. 15 декабря был отдан приказ об отводе немецких войск и их союзников из района Малой Вишеры на западный берег Волхова. К 23 декабря немецкие войска переправились через Волхов, а советские войска соответственно, вышли к Волхову, восстановив позиции октября 1941 года, и немедленно приступили к захвату плацдармов. Только 25 декабря советские войска сумели захватить несколько плацдармов южнее Грузино (259-я и 267-я дивизии), но со всех, кроме одного, захваченного силами 111-й стрелковой дивизии, в районе Водосье северо-восточнее Чудово, где была перерезана железная дорога Кириши — Чудово были сброшены. За немецкими войсками остался также плацдарм в Грузино (и оставался в их руках в дальнейшем вплоть до января 1944 года).

### Тихвинско-Киришская фронтовая наступательная операция

#### Наступление войск 4-й армии
Ещё 10 ноября 1941 года в составе 4-й армии были созданы три оперативных группы:
- Северная оперативная группа под командованием генерал-майора П. Ф. Привалова (два полка 44-й стрелковой дивизии, 1061-й стрелковый полк, снятая с позиций на Свири 46-я танковая бригада), развернувшаяся в районе севернее и северо-западнее Тихвина;
- Восточная оперативная группа (свежая 65-я стрелковая дивизия, 191-я стрелковая дивизия, 27-я кавалерийская дивизия, полк 44-й стрелковой дивизии, 121-й танковый полк, 128-й отдельный танковый батальон), развернувшаяся в районе восточнее и юго-восточнее Тихвина.
- Южная оперативная группа под командованием генерал-лейтенанта В. Ф. Яковлева (4-я гвардейская стрелковая дивизия, 92-я стрелковая дивизия, 292-я стрелковая дивизия, 120-й танковый полк), развернувшаяся в районе много (в сравнении с предыдущими группами) южнее и юго-западнее Тихвина.

Между Восточной и Южной оперативными группами части 60-й танковой дивизии и 27-й кавалерийской дивизии, были объединены в группу под командованием генерала А. А. Павловича.
Немецкое командование придавало большое значение удержанию Тихвина, как в целях сохранения позиций для весеннего наступления, так и в целях сохранения контроля над железнодорожной коммуникацией, посредством которой осуществлялось снабжение немецких войск. Однако собственных сил было явно недостаточно и уже 17 ноября оперативный отдел ОКХ запросил финское командование об активизации финских войск, выясняя возможность наступления их с рубежа реки Свирь к Тихвину.
Из воспоминаний представителя немецкого верховного главнокомандования в ставке финской армии генерала В. Эрфурта:

Однако вскоре обнаружилось, что преодолеть кризис никоим образом не удастся. Русские думали не о том, чтобы прекратить бой восточнее Тихвина, а о том, чтобы с дополнительно подведенными силами, которые частично оттягивались с фронта, развернутого перед Карельской армией, перейти в контрнаступление в направлении группы армий «Север». Для преодоления возникшей на этом участке опасности верховное командование сухопутных войск Германии обратилось в финскую ставку с просьбой о том, чтобы Карельская армия путём повышения боевой активности, по возможности, связала русские войска на этом участке перед своим фронтом.

По плану операции Северная оперативная группа должна была своим правым, дальним от Тихвина флангом, наступать в южном направлении и перехватить шоссейную и железную дороги Тихвин — Волхов, таким образом отсечь противнику пути отхода в западном направлении. Ей навстречу двигалась оперативная группа Павловича, которая должна была перехватить грунтовую и железную дороги Тихвин — Будогощь и перерезать пути отхода в юго-западном направлении. Таким образом, усилиями этих групп должно было быть создано внутреннее кольцо окружения войск противника в Тихвине. Южная оперативная группа должна была отрезать пути отхода на дальних подступах к Тихвину, на случай, если «если встречный удар Иванова и Павловича не удастся и борьба у западной городской окраины примет затяжной характер». Восточная оперативная группа и левый фланг северной оперативной группы атаковали непосредственно Тихвин.
Наступление войск 4-й армии началось 19 ноября, и сразу стало иметь характер встречных боёв. Немецкие войска не только упорно оборонялись, но и сами контратаковали советские войска. Ни одна из оперативных групп свою задачу не выполнила: 65-я стрелковая дивизия, основная действующая сила Восточной группы, атаковавшая Тихвин сначала с юго-востока, а затем с юга, сумела выйти только в пригороды Тихвина, где была остановлена. Южная оперативная группа вначале имевшая небольшое продвижение на северо-запад в направлении Ситомли также вынуждена была прекратить наступление; оперативная группа Павловича не имела никакого значимого продвижения. Несколько успешнее действовал правый фланг Северной группы: 44-я стрелковая дивизия сумела путём многочисленных атак взять мощный укреплённый пункт в селе Лазаревичи, однако перерезать железную дорогу ей не удалось, и более того: дивизия вновь была выбита из села. Тем не менее, дорога осталась в зоне действия артиллерии и не могла быть использована как путь отхода и у немецких войск фактически осталась одна коммуникация: грунтовая дорога, идущая из Тихвина на Липную Горку и далее на Будогощь. С 26 ноября наступление было возобновлено, по сути с прежними задачами, однако существенного изменения в позициях не произошло.
Советские войска приступили к перегруппировке и новому планированию наступления. Основные усилия переносились на левый фланг армии. На усиленную 1-й гренадерской бригадой оперативную группу Павловича возлагалась задача главного удара вдоль реки Сясь. Правый фланг Северной оперативной группы наносил вспомогательный удар. 65-я стрелковая дивизия продолжала наступление на Тихвин, сместив полосу наступления на юг и юго-запад от города. Немецкое командование ещё в конце ноября 1941 года усилило оборону Тихвина свежей, переброшенной из Прибалтики 61-й пехотной дивизией, которая до этого была задействована в оккупации островов Моонзундского архипелага.
Войска армии перешли в наступление 5 декабря и сумели достаточно быстро достигнуть успехов. Северная группа очистила в первый же день наступления весь правый берег реки Тихвинка на участке Овино, Лазаревичи (однако форсировать реку сумела только 9 декабря). Таким образом войска группы перерезали шоссейную дорогу Тихвин — Волхов. Войска оперативной группы Павловича к исходу первого дня наступления взяли Ново-Андреево и Шибенец, перерезав грунтовую дорогу из Тихвина на Будогощь, и продолжили наступление в сторону Липной Горки. Восточная оперативная группа, к 8 декабря, прорвав укрепления в пригородах, вышли на окраины города. Войска Южной оперативной группы продолжали пробиваться к Ситомле и участку дороги Ситомля — Будогощь (на подступы к дороге вышли 3 декабря). Немецкое командование было поставлено перед фактом возможного окружения всех своих войск в Тихвине, и 8 декабря генерал-лейтенант Хеннике, командир 61-й пехотной дивизии и одновременно командующий обороной Тихвина, вопреки мнению фюрера, принял решение оставить город. Для вывода войск из Тихвина необходимо было сохранить коридор, и в этих целях немецкие войска нанесли мощные контрудары, освободив для себя дорогу.
С 8 декабря немецкое командование начало эвакуацию войск из Тихвина, оставив там достаточно много оружия и транспорта (42 орудия, 46 миномётов, 190 пулемётов, 102 грузовика, 27 танков, 10 бронемашин, 2700 винтовок, 110 автоматов, 28 тысяч снарядов, 30 тысяч гранат, 17,5 тысяч мин, 210 тысяч патронов, а также продовольственные склады и базу с горючим.
9 декабря 65-я стрелковая дивизия с юга и 191-я стрелковая дивизия с северо-востока, перешли в массированное наступление на Тихвин, в котором в качестве арьергарда остался 151-й пехотный полк 61-й пехотной дивизии и освободили город. В этот же день фельдмаршал Лееб отдал приказ о выравнивании линии фронта, что фактически означало отход к Волхову.
С этого момента наступление советских войск свелось к преследованию отступающего противника и боями с арьергардами, а усилия немецкого командования были направлены на удержание коридора к Волхову и плановую эвакуацию. Обеим сторонам мешала погода и состояние коммуникаций.

Это был ужасный переход: усталые, изнурённые, истекающие кровью солдаты, многие дни уже не видевшие горячей пищи и замерзавшие при самом пустяковом ранении, плелись вспять. Вокруг серых колонн — лишь крайне редко встречалось зимнее обмундирование (!) — ползали русские танки, шныряли советские кавалеристы и рассыпались цепи вражеских стрелков. Вдобавок непрестанно носились самолёты, словно коршуны налетали на колонны и обстрелом из бортового оружия пробивали в них всё новые и новые бреши.

На юго-запад преследование противника проводили войска Восточной (Центральной) оперативной группы и Южной оперативной группы; Северная группа наступала от Тихвина в направлении Осташева Горка — Зеленец. По плану командования 4-й армии к 10 декабря войска Восточной группы должны были продвинуться до реки Сясь и овладеть этим рубежом, к 11-му — 12 декабря очистить от противника район восточнее реки Ситомли, а северную группу вывести на рубеж Осташева Горка — Зеленец. Затем, в течение 13-го — 15 декабря предполагалось развернуть преследование отходящего противника и выйти северной группой в район станции Мыслино, а центральной группой — в район Будогощь. Однако наступление развивалось медленнее, только 15 декабря советские войска взяли Ситомлю, к 19 декабря вышли к реке Лынка. Это создавало угрозу окружения немецких войск юго-восточнее Волхова, в результате чего, под давлением в том числе и войск 54-й армии немецкие войска начали отход, что позволило к 24 декабря 1941 года полностью очистить от противника железную дорогу Тихвин — Волхов. 21 декабря войска правого фланга 4-й армии соединились в районе Лынки в 20 километрах юго-восточнее города Волхова с войсками 54-й армии (3-я гвардейская и 310-я стрелковые дивизии).
17 декабря войска 4-й армии и 52-й армии были объединены в Волховский фронт; кроме того Новгородская армейская оперативная группа вошла в состав 52-й армии.
21 декабря была освобождена Будогощь и уже 22 декабря передовые части (65-я стрелковая дивизия и 92-я стрелковая дивизия) 4-й армии вышли на Волхов между Киришами и Лезно и приступили к его форсированию, что было обусловлено указаниями Ставки ВГК на проведение без остановки широкомасштабной операции, в результате которой был бы освобождён Новгород и вся территория восточнее Ленинграда. В дальнейшем эти планы, с развитием событий, были скорректированы и впоследствии операция получила наименование Любанской.
В последнюю декаду декабря 1941 года войска 4-й армии постепенно выходили к Волхову и приступали к форсированию реки с целью захвата плацдармов, и практически везде безуспешно, в том смысле, что плацдармы если захватывались, то за редкими исключениями, быстро ликвидировались немецкими войсками. Кроме того, войска армии штурмовали оставшийся немецкий плацдарм в Киришах, и тоже без успеха.

#### Наступление войск 54-й армии
Перед началом наступления Волховская оперативная группа (сформирована 28 октября 1941 года, подчинена 54-й армии 12 ноября) получила задачу остановить наступление противника (Оперативная группа «Бёкман») на Волхов и Войбокало, после чего нанести удар по левому флангу группы противника в направлении Киришей, отрезать ей и войскам 39-го моторизованного корпуса пути отхода за Волхов запад и, взаимодействуя с войсками 4-й армии, уничтожить войска противника.
К 25 ноября немецкое наступление непосредственно на Волхов приостановилось и линия фронта проходила южнее Волхова в 6 километрах. На восток от Волхова линия фронта проходила через Раменье, Дуброву, и Остров. Ввиду сильного сопротивления советских войск на этом участке, немецкое командование сместило направление главного удара в обход Волхова западнее, в направлении на Шум — Войбокало (что позднее было немецким командованием признано неправильным решением).
28 ноября советские войска в составе 16-й танковой бригады, 310-й стрелковой дивизии, 311-й стрелковой дивизии, 3-й гвардейской стрелковой дивизии и 6-й бригады морской пехоты перешли в наступление, и в тяжёлых боях с частями 11-й, 21-й пехотных и 8-й танковой дивизии немного отодвинули войска противника от Волхова и частично освободили железную дорогу Волхов — Тихвин. В направлении же западнее Волхова продолжалось немецкое наступление. Смена направления удара оказалась в известной степени неожиданной для советского командования, поскольку на этом направлении не оставалось боеспособных частей РККА. Это вынудило спешно перебрасывать в район Войбокало недоукомплектовавшиеся части (например 311-й стрелковой дивизии) и в конечном итоге к 1 декабря они смогли остановить немецкое наступление чуть южнее Войбокало, а с 3 декабря советские войска перешли в наступление созданной ударной группой (311-я, 285-я, 80-я стрелковые дивизии, 6-я бригада морской пехоты и 122-я танковая бригада). В первый день наступления ударная группа сумела вклиниться в оборону противника и блокировала его опорные пункты в Опсала, Овдекала, Тобино, Падрила и совхозе «Красный Октябрь». Однако на этом успехи наступления закончились: немецкие войска в опорных пунктах умело оборонялись; кроме того, немецкое командование начало переброску подкреплений в виде 291-й пехотной дивизии, чьё прибытие (впрочем так же, как и советское наступление) осложнялось природными условиями и бездорожьем, а советское командование часть сил армии перенацелило на Синявино.
Перелом в наступлении войск 54-й армии наступил только в середине декабря 1941 года. В район юго-западнее Войбокало прибыли к 15 декабря две свежие (115-я и 198-я) дивизии, которые перешли в наступление и, сломив сопротивление противника, 17 декабря вышли в район Оломны, охватив левый фланг сил противника на правом берегу Волхова. В то же время, войска 54-й армии соединились с войскам 4-й армии в 20 километрах юго-восточнее города Волхова. В результате этого перед немецким командованием со всей очевидностью обрисовалась перспектива окружения всех немецких войск к северу от Киришей, как по правому, так и по левому берегу Волхова и в связи с этим немецкие войска начали спешный отвод войск вдоль Волхова на юг. На правом берегу Волхова отвод осуществлялся сравнительно планомерно, поскольку у советского командования не было достаточных сил для организации надлежащего преследования; на левом же берегу немецкие войска несли существенные потери. Южнее Войбокало было захвачено 94 орудия и миномёта, 21 танк, 21 пулемёт, 90 автомашин, и было насчитано свыше 5 тысяч трупов солдат и офицеров противника. По сообщению Советского Информбюро от 27 декабря 1941 года:

Части 54-й армии генерал-майора тов. Федюнинского (Ленинградский фронт) за период с 18 по 25 декабря разгромили волховскую группу противника. В результате разгрома этой группы нами захвачены следующие трофеи: орудий 87, станковых пулемётов 47, ручных пулемётов 166, автоматов 57, винтовок 600, танков 26, миномётов 142, грузовых автомашин 200, патронов свыше 300 000, снарядов 18 000, мин 13 000, гранат 10 000, велосипедов 400 и много другого военного имущества. Уничтожено до 6000 немецких солдат и офицеров. Освобождено от противника 32 населённых пункта.

В целом, войска 54-й армии наступали в рамках операции с выходом к железной дороге Кириши — Мга на участке Погостье (левый фланг) — Кириши (правый фланг). К Погостью части армии (281-я стрелковая дивизия) вышли уже к 15 декабря, но все попытки взять станцию, обороняемую частями переброшенной 269-й пехотной дивизии, оказались безуспешными. К 26 — 27 декабря армия вышла к железной дороге на участке от Погостья до приблизительно половины расстояния до Киришей. Атаки на Кириши не имели результата вообще, и плацдарм в Киришах немецкие войска сохраняли за собой вплоть до осени 1943 года. В том месте, где советским войскам удалось выйти к железной дороге, развязались долгое время не прекращающиеся бои за дорогу и станцию Погостье и собственно конец Тихвинской операции для 54-й армии был не более чем символическим, поскольку её действия безо всякого перерыва перешли в операцию, позднее получившую название Любанской.

#### Авиация в операции
После остановки наступления немецких войск и перехода наших войск в контрнаступление, авиация действовала в исключительно сложных метеорологических условиях, поэтому на задание экипажи вылетали в основном мелкими группами. Удары наносились по скоплениям живой силы противника на поле боя и в населенных пунктах, а также по его коммуникациям.
Советские летчики вылетали на задания не только днем, но и ночью. В конце октября на Ленинградский фронт прибыл 44-й скоростной бомбардировочный полк, в составе которого было 20 ночных экипажей, прошедших обучение на пикирующие бомбардировщики Пе-2. Но летчикам приходилось летать ещё на устаревших скоростных бомбардировщиках СБ. В темное время суток полк действовал одиночными самолётами, днем — небольшими группами под прикрытием истребителей.
Взаимодействуя с наземными войсками ВВС Ленинградского фронта произвели более 10 тыс. самолёто-вылетов. Большую боевую работу провела оперативная группа ВВС Ленинградского фронта, которую возглавлял полковник И. П. Журавлев. Только эта группа выполнила более 3 тыс. самолёто-вылетов и более 5 тыс. на прикрытие своих войск на поле боя, коммуникаций и объектов, сопровождения транспортной авиации, доставлявшей грузы в блокадный Ленинград.

## Итоги операции
Тихвинская операция, наряду с Ростовской операцией стала первым крупным наступлением советских войск в ходе войны. Если в ходе оборонительной операции была сорвана главная цель — полная блокада Ленинграда и соединение немецких войск с финскими войсками, то в ходе наступательной операции эта цель стала стратегически недостижимой и немецкие войска навсегда утратили инициативу в этом регионе.
К успехам советских войск в ходе операции следует отнести освобождение утерянной территории и населённых пунктов и восстановление железнодорожного сообщения по ветке Тихвин — Волхов. Освобождение Тихвина позволило организовать зимнюю автомобильную дорогу по маршруту Тихвин - Новая Ладога протяжённостью 115 километров и создать в Тихвине перевалочную базу, что позволило значительно сократить путь переброски грузов в Ленинград.
В результат Тихвинской наступательной операции (вкупе с Тихвинской оборонительной) советские войска нанесли тяжёлый урон 8 дивизиям противника (в том числе 2 танковым и 2 моторизованным). Так, например 18-я моторизованная дивизия, насчитывавшая в составе к началу наступления на Тихвин около 10 000 человек, к моменту её отступления за Волхов, насчитывала только 741 человек. Кроме того, немецкое командование было вынуждено перебросить на тихвинское направление 5 дивизий с других фронтов.
Советское командование приобрело боевой опыт, который выразился как в тактике ведения боевых действий, так и в организационных мероприятиях, так в частности был сделан вывод о необходимости восстановить корпусное звено управления войсками. Повысился моральный дух советского народа (в частности жителей блокадного Ленинграда) и личного состава войск; соответственно упал моральный дух немецких войск и их союзников. За боевые подвиги в войсках 4-й и 52-й армий 1179 человек были награждены орденами и медалями, 11 удостоены звания Героя Советского Союза.
Вместе с тем, проведение операции не осталось без недостатков, которые имелись как в тактическом плане (фронтальные атаки на опорные пункты противника вместо обходов, плохое взаимодействие родов войск), так и в оперативном. Задачи советского командования в полном объёме не были осуществлены. При том, что территория была освобождена, фактически ни в одном месте не удалось осуществить планируемые окружения и уничтожение войск противника, как в части (окружение группировки войск в Тихвине), так и в целом (окружение всех войск противника восточнее Волхова). Немецкое командование, несмотря на немалые потери, в том числе и в военном имуществе, сравнительно организованно сумело отвести войска на западный берег Волхова, где воссоздало оборону по берегу реки.

### Мемуары
- Гальдер Ф. От Бреста до Сталинграда. Военный дневник. Ежедневные записи начальника генерального штаба сухопутных войск 1941—1942 годов. — Смоленск: Русич, 2001. — 656 с. — (Мир в войнах). — ISBN 5-313-00026-8.
- Мерецков К. А. На службе народу. — М.: Политиздат, 1968.
- Стахов Х. Г. Трагедия на Неве. Шокирующая правда о блокаде Ленинграда. 1941-1944 / Пер. Ю. Лебедева. — М.: Центрполиграф, 2008. — 416 с. — (За линией фронта. Мемуары). — ISBN 978-5-9524-3660-2.
- Хаупт В. Группа армий «Север». Бои за Ленинград. 1941 - 1944 / Пер. Е. Захарова. — М.: Центрполиграф, 2005. — 384 с. — (За линией фронта. Мемуары). — ISBN 5-9524-1672-1.

### Исторические исследования
- Барбашин И. П., Харитонов А. Д. Боевые действия Советской Армии под Тихвином в 1941 году. — М.: Воениздат, 1958.
- Исаев А. В. Пять кругов ада. Красная армия в котлах. — М.: Эксмо, 2008. — 416 с. — ISBN 978-5-699-28995-0.
- Кривошеев Г. Ф. Россия и СССР в войнах XX века. Потери вооруженных сил: Статистическое исследование. — М.: Олма-Пресс, 2001. — 320 с. — ISBN 5-17-024092-9.

### Публицистика
- Самосоненко Г., Сяков Ю. Освобождение Тихвина // Газета «Вести». — СПб., 2006. Архивировано 4 июля 2011 года.